# Visiblement je vous aime
Pour plus de détails, voir Fiche technique et Distribution.
Visiblement je vous aime est un film français de Jean-Michel Carré, sorti en France le 17 janvier 1996. Il a pour originalité d'allier documentaire sur un lieu de vie pour personnes psychiquement malades et fiction. Les pensionnaires, les acteurs et le réalisateur interagissent pour le scénario et pour le tournage.

## Synopsis
Denis, un délinquant multi-récidiviste, doit choisir entre être ré-incarcéré ou être accueilli au Coral, à Aimargues (Gard), au milieu des autistes et malades psychiques. Au début, il ne pense qu'à s'enfuir, mais peu à peu, il se laisse toucher par ses nouveaux compagnons.

## Autour du film
Le film fait allusion à l'affaire du Coral, survenue 13 ans auparavant, et ayant impliqué le centre, ainsi que Claude Sigala qui interprète ici son propre rôle : le scénario met en scène une dénonciation dont est victime le Coral. Visiblement je vous aime se présente comme un plaidoyer pour le système de l'antipsychiatrie, qui propose une vie commune entre personnel soignant, malades psychiatriques et cas sociaux. Il montre également le choc entre les manœuvres procédurières et le fragile équilibre des individus malades.
Il a été sélectionné par le Festival de Cannes 1995.
Le titre du film est le même que celui d'un livre de Claude Sigala publié en 1980, donc avant l'affaire du Coral.
La version DVD est accompagnée du making of, Beaucoup, passionnément, à la folie de 1998, également de Jean-Michel Carré, et qui relève du documentaire sur le lieu de vie et la problématique dans lequel il s'inscrit (intégration de personnes en difficulté). On constate que les pensionnaires du Coral ont été partie prenante du film, sous tous ses aspects, scénario, assistance technique, etc., en plus d'interpréter leurs propres rôles.

## Fiche technique
Source : IMDb, sauf mention contraire
- Titre : Visiblement je vous aime
- Réalisateur : Jean-Michel Carré
- Scénariste : Patricia Agostini, Piotr Barsony
- Producteur : Philippe Cosson
- Musique du film : François Perony ou Peyrony
- Directeur de la photographie : Hugues de Haeck
- Montage : Sarah Taouss-Matton
- Format : couleur - 1,66:1 - 35 mm
- Pays d'origine :  France
- Genre : drame
- Durée : 100 minutes

## Distribution
- Denis Lavant : Denis
- Dominique Frot : Marie Sigala
- Vanessa Guedj : Dany
- Jean-François Gallotte : Franck
- Marie Roversi : Sophie
- Claude Sigala : lui-même, directeur du centre
- Sylvia Berthelot : Sylvia
- Lionel Melet : Alain
- Frédéric Goulème : Frédéric
- Maxime Lefrançois : Christophe
- Samuel Olivier : François
- Denis Sylvain : le juge Chouquet
- Stéphanie Brings
- Stéphane Rougemont
- Isabelle Sigala